# Ismá‘íl II.
Ismá‘íl II., celým jménem Zillulláh Abú-l-Muzaffar Sultán Ismá‘íl Šáh (květen 1537 Kumm – 24. listopadu 1577 Kazvín), byl perský šáh z dynastie Safíovců vládnoucí v letech 1576–1577. Byl třetím synem šáha Tahmáspa I. a jeho ženy Kadamalí Sultán Begúm, jeho (starším) bratrem byl pozdější šáh Muhammad Chodábende.
Ismá‘íl II., korunovaný 22. srpna 1576, se stal panovníkem po zavraždění svého mladšího bratra Hajdara Mírzy (1555–1576), jenž za zmatků po smrti Tahmáspa I. sám usiloval o vládu. Ismá‘ílovu volbu favorizoval především kızılbašský kmen Afšárů, jehož předáci měli později hrát významnou roli v perských dějinách. V pramenech je šáh většinou popisován jako krutý a nemilosrdný vládce; prý usiloval o život všech svých bratrů a jen předčasná smrt na předávkování opiem mu v uskutečnění záměru zabránila.